# Pigier
Pour les articles homonymes, voir Pigier (homonymie).
Le réseau Pigier est l’un des plus anciens réseaux d’écoles privées en France. Il a été fondé en 1850 par Gervais Pigier.
Sa création correspond à l’initiative d’un chef d’entreprise qui, face à d’importantes difficultés de recrutement, décida de créer ses propres écoles afin de former des salariés qualifiés dans les domaines de la comptabilité, de la vente et du secrétariat.
Cette volonté de répondre aux besoins du marché de l’emploi et de former des jeunes aux métiers transversaux des PME-PMI reste la pierre angulaire du dispositif de formation des écoles Pigier quelque 170 années plus tard. Aujourd'hui, Pigier est un réseau de 30 écoles réparties sur tout le territoire français. L'école propose à ses 13 000 étudiants des formations de bac à bac+5 en commerce, communication, marketing, ressources humaines, gestion, finance, et paramédical.

## Historique
- 1850 : Gervais Pigier, chef comptable, crée un cabinet comptable à Paris et y met en pratique le système de comptabilité « en partie double ». Faute de trouver des employés compétents, il ouvre « l’École pratique de commerce et de comptabilité[2] » où l’on apprend par la pratique et où la priorité est déjà d’acquérir un métier. C’est donc la première école professionnelle. Au sein de l’école se trouve un bureau commercial où les élèves se forment en effectuant des transactions réelles, munis de pièces comptables : ils exécutent les diverses opérations de vendeur, facturier, expéditionnaire, teneur de livres... et accèdent aux métiers d’employé de bureau, de vendeur, de comptable…
- L'école est fermée de 1870 à 1875. « La guerre avec l'Allemagne et le décès du fondateur amenèrent la fermeture de l'école en 1870 ; l'établissement ne fut rouvert qu'en 1875 par monsieur Pigier fils[3]... ».
- 1877 : création des cours par correspondance.
- 1880 : Pigier utilise le phonographe pour l’enseignement des langues étrangères.

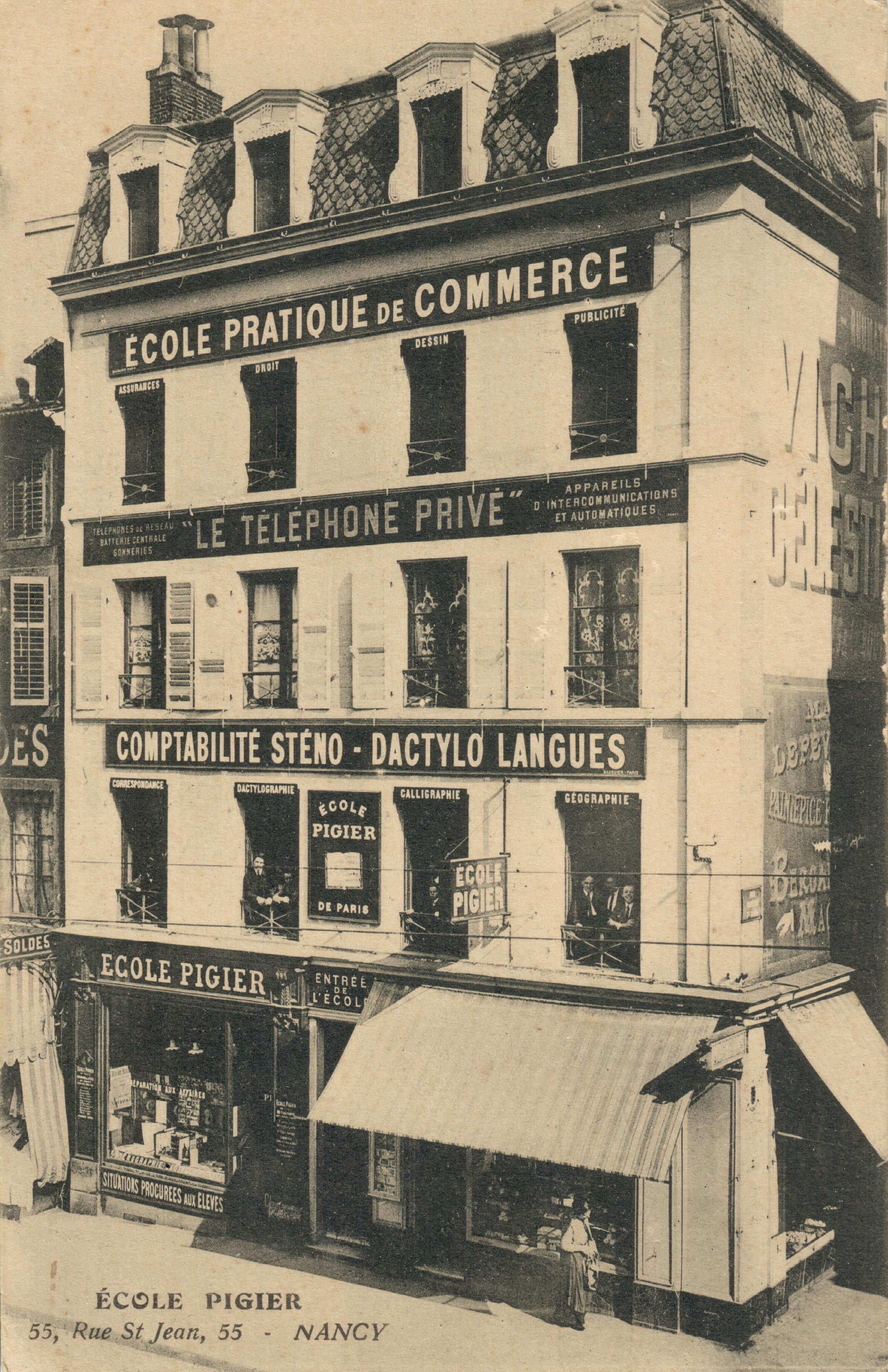
55 rue Saint Jean à Nancy vers 1910. A l'angle, en rez-de-chaussée, la Confiserie Lefèvre-Denise. Dans les étages est installée l'école de commerce et de comptabilité Pigier.

- 55 rue Saint Jean à Nancy vers 1910. A l'angle, en rez-de-chaussée, la Confiserie Lefèvre-Denise. Dans les étages est installée l'école de commerce et de comptabilité Pigier.1890 : Émile Pigier, son fils, qui a repris l’entreprise et la dirigera jusqu’à sa mort le 24 mars 1934, ouvre une école de filles, qui enseignera la couture et le secrétariat (dactylographie, puis sténographie, télégraphie et enfin téléphonie sont les matières principales conduisant au métier de secrétaire). C’est donc la première école professionnelle de jeunes filles.
- 1904 : constitution de la société anonyme Pigier.
- 1906 : cinq établissements à Paris accueillent plus de 2 500 élèves. Premier contrat de concession établi pour la ville de Nantes.
- 1911 : premier contrat de concession pour une ville à l’étranger : Alexandrie en Égypte.
- 1913 : Pigier a 16 écoles en France et 6 à l’étranger.
- 1928 : première école à Casablanca au Maroc.
- 1929 : la loi Astier établit une charte de l’enseignement technique et institue le CAP. Pigier prépare donc ses élèves à ce nouveau diplôme professionnel.
- 1931 : plus de 100 écoles portent le nom de Pigier.
- 1955 : diffusion en exclusivité de la « Speedwriting », méthode d’écriture abrégée.
- 1956 : création de Pigier Côte d'Ivoire à Abidjan.
- 1970 : Pigier est le premier à mettre en place un BTS de secrétariat et de comptabilité.
- 1972 : création de l’activité de formation professionnelle continue en direction des entreprises dans les domaines tertiaires.
- 1981 : diffusion de « Studial », apprentissage du clavier par ordinateur dédié.
- 1983 : les contrats de concession se transforment en contrats de franchise.
- 1984 : création des contrats de qualification : Pigier met en place des cursus de formation en alternance dans toutes ses filières.
- 1987 : création de l’activité Pigier Coiffure et Esthétique.
- 2004 : développement des portails et des sites pédagogiques de travail collaboratif.
- 2007 : réouverture d’une école Pigier à Alger (après 45 ans d’absence) puis à Tizi Ouzou[4].
- 2009 : création de la collection annuelle de Pigier Création-L’Oréal Professionnel by Jean-Marie Contréras
- 2010 : ouverture d'une École de formation pratique aux métiers agréée par l'État algérien : l'EFPM PIGIER à Oran.
- 2011 : obtention du titre certifié de niveau 4 « Secrétaire médicale », inscrit au Répertoire national des certifications professionnelles, JO du 25 novembre 2011
- 2014 : obtention des Titres certifiés de niveau 6 « Gestionnaire des ressources humaines » et « Consultant en recrutement et travail temporaire », inscrits au Répertoire national des certifications professionnelles, JO du 9 août 2014
- 2015 : obtention des titres certifiés de niveau 6 « Responsable du développement commercial » et « Responsable de communication et développement web », inscrits au Répertoire national des certifications professionnelles, JO du 25 juillet 2015
- 2016 : lancement du Programme Grande École Pigier : Bachelor en Management d'Entreprise et MBA dirigeant manager d'entreprise
- 2017-2018 : Rachel Legrain-Trapani, Miss France 2007, est choisie comme égérie de Pigier Création[5]
- 2018 : obtention du titre certifié de niveau 6 « Gestionnaire comptable et financier » au Répertoire national des certifications professionnelles, JO du 24 mai 2018
- 2019 : certification RNCP des formations bac +2 « Comptable d'entreprise » et « Responsable d'un point de vente ».
- 2022 : ouverture de l'école Pigier Dijon
- 2025 : ouverture de l'école Pigier Clermont Ferrand